# Barclaya longifolia
Espèce
Statut de conservation UICN

 LC  : Préoccupation mineure
Barclaya longifolia est une espèce de plantes à fleurs de la famille des Nymphaeaceae. Il s'agit d'une espèce de plante aquatique vivace originaire de la région de l'Indochine jusqu'au nord-ouest de la Malaisie péninsulaire.

## Description

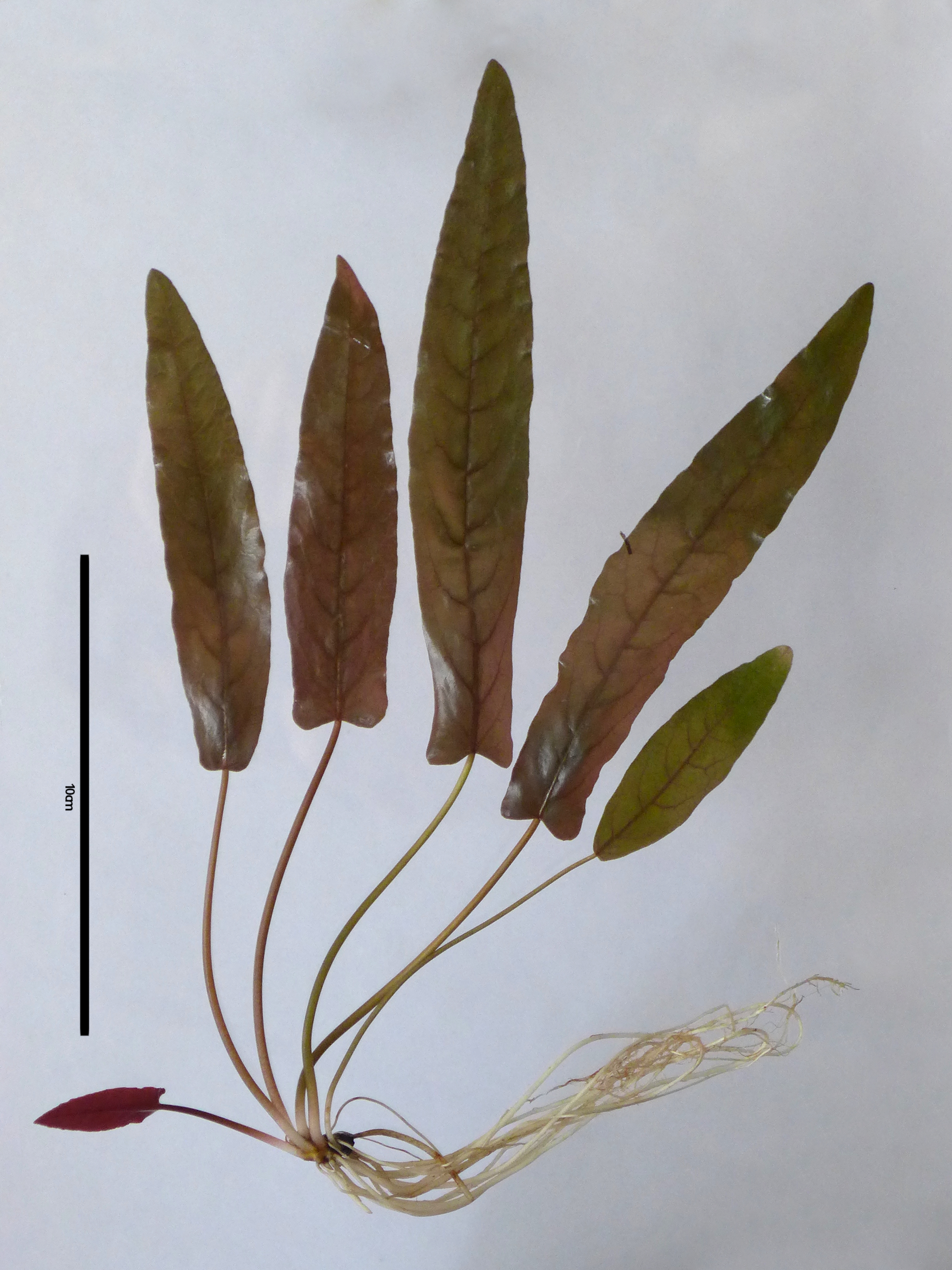
Jeune mur Barclaya longifolia (spécimen avec barre d'échelle de 10 cm).

### Caractéristiques végétatives
Barclaya longifolia est une plante aquatique submergée, vivace avec des rhizomes ovoïdes, tubéreux, stolonifères, de 2 à 3 cm de long et 0,5 à 1,5 cm de large. Le linéaire -feuilles lancéolées de 12 à 30 cm de long et 2 à 5 cm de large avec un apex obtus et une base cordée avec une marge ondulée La surface abaxiale des feuilles présente une coloration rouge. Les pétioles sont au nombre de 6 -25 cm de long.

### Caractéristiques génératives
Les fleurs immergées et cléistogames, ou émergées et chasmogames de 4 à 6 cm de large sont attachées à des pédoncules de 5 à 30 cm de long avec de nombreux trichomes Les sépales mesurent 1,5 à 2,5 cm de long et 0,5 à 0,6 cm de large. Le gynécée syncarpe inférieur se compose de 8 à 14 carpelles. Le fruit globuleux, vert rougeâtre à blanchâtre, de 1 à 2 cm de large, porte des graines globuleuses de 1 mm de long et 0,5 mm de large, échinées, rouge brunâtre sans arille,,.

## Cytologie
Le nombre de chromosomes diploïdes est de 2n = 26. Le génome chloroplastique mesure 158 359 pb.

## Reproduction

### Reproduction végétative
Les rhizomes sont stolonifères.

### Reproduction générative
Barclaya longifolia peut produire des fleurs cléistogames autogames, submergées,,,, ainsi comme fleurs chasmogames émergentes.

## Taxonomie

### Publication
Il a été décrit pour la première fois par Nathaniel Wallich en 1827 C'est l'espèce type de son genre,.

### Spécimen type
Le spécimen type a été collecté par Wallich à Rangoon, Myanmar en août 1826,.

## Étymologie
L'épithète spécifique « longifolia », du latin « longus » signifiant « long » et « folius » signifiant « feuille », signifie à longues feuilles,.

## Conservation
L'état de conservation UICN est de moindre préoccupation (LC). Il pourrait être en danger dans la péninsule malaisienne. En Inde, c'est une espèce rare.

## Répartition
Ce taxon se rencontre dans les pays suivants : Birmanie, Laos, Thaïlande, Viêt Nam.

### Habitat
Il se produit dans les rivières à débit rapide, les ruisseaux et les mares stagnantes. La perturbation du substrat par le sanglier peut être bénéfique pour l'implantation des plants de Barclaya longifolia dans leur habitat naturel,.

## Culture
C'est une plante d'aquarium populaire,,. Elle peut être facilement cultivée dans un mélange de sols au pH neutre, limoneux et minéraux à des températures de 26 à 29 °C.

## Systématique
Le nom correct complet (avec auteur) de ce taxon est Barclaya longifolia Wall..
Ce taxon porte en français le nom vernaculaire ou normalisé suivant : barclaya à longues feuilles.
Barclaya longifolia a pour synonymes :
- Barclaya oblonga Wall.
- Barclaya pierreana Thorel
- Barclaya pierreana Thorel ex Gagnep.
- Hydrostemma longifolium (Wall.) Mabb.